# PADI

Система обучения PADI

PADI (англ. Professional Association of Diving Instructors) — самая крупная в мире профессиональная ассоциация инструкторов по дайвингу, основанная в 1966 году в США Ральфом Эриксоном и Джоном Крониным. Представляет собой международную сеть коммерческих центров и школ подводного плавания. Изначально ассоциация занималась в основном рекреационным дайвингом; с 2010 года в PADI действует отдел технического дайвинга.
По состоянию на июль 2010 года в состав PADI входят 7 отделений в разных странах мира, а также имеются два дистрибьюторских центра.
Система обучения продумана до деталей, стандартизирована и едина для всего мира. Работу школ и дайвинг-центров, расположенных в определённой части света, контролирует соответствующий региональный офис, например, PADI America, PADI International Ltd. или PADI Europe. Удостоверения PADI едины для всех регионов, признаются другими федерациями и дайв-центрами во всем мире. PADI имеет свой дистрибутивный центр по продаже материалов в России.
Первый дайв-центр PADI в России появился 14 января 1997 года

### История
Ассоциация PADI была основана 1966 году Джоном Кронином и Ральфом Эриксоном. Кронин был инструктором NAUI и вместе с Эриксоном решил создать свою собственную организацию и разбить обучение дайверов на несколько модульных курсов вместо единого универсального курса, распространенного в то время. В этот момент Эриксон разработал в дополнение к базовому начальному курсу PADI Open Water Diver курсы продолженного обучения дайвингу и подготовил первый выпуск первого специального журнала для инструкторов по подводному плаванию The Undersea Journal. Идея создания карты для идентификации дайверов PADI появилась у Кронина на одной из выставок. В 1973 году PADI учредила сертификат Master Scuba Diver – первый в дайв-индустрии сертификат, который выдавался за накопление определённых сертификатов и опыта, а не на основе конкретной программы обучения, – а позже запустила модульную программу обучения подводному плаванию. В 1979 году PADI выдала 100 000 сертификатов в год, существенно превзойдя предшествующее среднее значение в 25 000 сертификатов ежегодно. PADI была первой организацией, которая стала использовать погружения в закрытой воде или бассейне для обучения дайверов-новичков, а в 1980-х годах представила курс PADI Rescue Dive r для подготовки дайверов-спасателей.
В 1989 году PADI основала Фонд Project AWARE для помощи в сохранении подводной природной среды. В 1992 году Фонд Project AWARE стал зарегистрированной некоммерческой благотворительной организацией с экологической миссией и целями. Ассоциация PADI продолжает сотрудничать с Фондом PADI AWARE, поддерживая его своими действиями, пожертвованиями через свои процедуры и подключая к организуемым Фондом акциям всемирную сеть, состоящую из дайверов, профессионалов и дайв-центров PADI.  Информация о Фонде PADI AWARE включена в большинство курсов, а дайверам предлагается возможность обменять свою обычную сертификационную карту на карточку с символикой Фонда AWARE, сделав пожертвование в его пользу при отправке заявки на получение новой сертификационной карты.
9 августа 2012 года Lincolnshire Management и Providence Equity Partners совместно приобрели PADI у Seidler Equity Partners. В 2015 году Providence Equity Partners приобрела контрольный пакет акций PADI у Lincolnshire Management. В 2017 году Providence Equity Partners LLC продала PADI канадской инвестиционной компании Altas Partners и французской частной инвестиционной компании Florac за 700 миллионов долларов США через компанию под названием Mandarin fish Holding.
В 2018 году Ассоциация PADI запустила портал PADI Travel, онлайн-ресурс для дайверов и платформу бронирования пакетов услуг, предлагаемых дайвцентрами, дайв-курортами и дайв-ботами с проживанием на борту. В 2021 году PADI сообщила, что её членами являются более 128 000 профессиональных членов и 6 600 дайв-центров, и что она выдала более 28 миллионов сертификатов дайвинга по всему миру. PADI работает в 186 странах и территориях. В 2015-2020 годах среднее соотношение мужчин и женщин-дайверов составляло примерно 63% к 37% соответственно. Ассоциация проводит ежегодное мероприятие Women's Dive Day (День женщин-дайверов) по всему миру с целью повысить осведомленность женщин о дайвинге.

### Система обучения PADI
Курсы PADI – это программы подготовки дайверов, основанные на практическом выполнении навыков, и на начальном уровне особое внимание уделяется практическим знаниям, безопасности и моторным навыкам. Основы физики и физиологии дайвинга вводятся в программы начального уровня. Более детальное изучение этого материала оставлено для более поздних курсов, когда они необходимы для требуемых компетенций конкретного обучения. По мнению PADI, эта практика соответствует современной философии обучения и регулярно обновляется с помощью экспертной оценки.
Система обучения PADI состоит из модулей со стандартными целями обучения, разделённых на изучение теории и отработку практических навыков. Каждый модуль представляет собой отдельный курс, по успешному завершению которого студент получает сертификат. Теория в основном подаётся путём самостоятельного изучения с помощью книг или электронных курсов в рамках Системы PADI E-Learning. Все варианты обучения дополняются видео и, в большинстве случаев, очными инструктажами, чтобы помочь участнику визуализировать прочитанное. Подтверждение уровня компетенции студента-дайвера проводится квалифицированным инструктором по подводному плаванию с использованием как письменных тестов, так и личных наблюдений во время погружений для проверки знаний и навыков студента. Практические навыки приобретаются в ходе тренировок в закрытой воде (бассейнах или на относительно небольшой глубине) и оценки результатов в открытой воде.
|                            | Начальный уровень | Продолженное обучение | Профессиональный уровень |
| -------------------------- | --- | --- | --- |
| Базовые курсы и программы  | - Discover Scuba Diving - Scuba Diver - Open Water Diver                                                                                    | - Advanced Open Water Diver - Rescue Diver | - Dive Theory - Assistant Instructor - Divemaster - Open Water Scuba Instructor |
| Ориентация на безопасность | - Emergency First Response: Primary and Secondary Car e - Emergency First Response: CPR & AED - Emergency First Response: Care for Children | | - Emergency First Response Instructor |
| Продвинутые навыки         | | - Enriched Air (Nitrox) Diver - Peak Performance Buoyancy - Underwater Navigator - Deep Diver - Night Diver - Full Face Mask Diver - Self-Reliant Diver - Drift Diver - Delayed Surface Marker Buoy (DSMB) Diver - Boat Diver - Search and Recovery Diver - Sidemount Diver - Wreck Diver - Equipment Specialist - Diver Propulsion Vehicle - Cavern Diver - Altitude Diver - Public Safety Diver - Emergency Oxygen Provider - Adaptive Support Diver | - Master Scuba Diver Trainer - Master Instructor - Speciality Instructor (25+ courses) - Adaptive Techniques - IDC Staff Instructor - Course Director |
| Холодная вода              | | - Dry Suit Diver - Ice Diver | |
| Экологические курсы        | PADI AWARE Speciality | - Underwater Naturalist - Fish Identification - Coral Reef Conservation - Dive Against Debris - AWARE Shark Conservation | |
| Подводная съемка           | | - Digital Underwater Photographer - Underwater Videographer | |
| Ознакомительные программы  | - Discover Scuba Diving | - Discover Local Diving | |
| Фридайвинг                 | - Discover Mermaid - Mermaid - Basic Mermaid - Basic Freediver - Freediver - Skin Diver                                                     | - Advanced Mermaid - Advanced Freediver - Master Freediver | - Freediver Instructor - Advanced Freediver Instructor - Master Freediver Instructor - Freediver Instructor Trainer |
| Технический дайвинг        | - Discover Technical Diving - Discover Rebreather Program                                                                                   | - Tec Trimix Diver - Tec 40 & Tec 40 Trimix - Tec 45 & Tec 45 Trimix - Tec 50 & Tec 50 Trimix - Tec Trimix 65 - Tec Sidemount - Tec Gas Blender - Rebreather Diver - Advanced Rebreather Diver - Tec 40 CCR - Tec 60 CCR - Tec 100 CCR | - Tec Gas Blender Instructor - Tec Trimix Instructor - Tec Sidemount Instructor - Tec 40 Instructor & Tec 40 Trimix Instructor - Tec 45 Instructor & Tec 45 Trimix Instructor - Tec 50 Instructor & Tec 50 Trimix Instructor - Tec 60 Instructor - Tec 60 CCR Instructor - Tec 100 CCR Instructor |
| Программы переподготовки   | - ReActivate | | |
| Программы для детей        | - Bubblemaker | - Seal Team | |

### Дайвинг в интересах служб общественной безопасности
PADI предлагает специальную программу Public Safety Diver для дайверов, которые работают или служат добровольцами в секторе дайвинга для обеспечения общественной безопасности, в основном в США. Эта сертификация не признается в некоторых странах, где существуют национальные стандарты профессиональной квалификации дайверов и требуется регистрация в национальном органе.

### Программы первой помощи
Ассоциация PADI распространяет через свою дочернюю компанию Emergency First Response, Corp следующие программы по сердечно-легочной реанимации (СЛР) и первой помощи для дайверов и не дайверов: Они могут быть не признаны органами здравоохранения и безопасности в некоторых юрисдикциях, где сертификация первой помощи на рабочем месте должна проводиться через аккредитованного на национальном уровне или в штате учебного заведения.
- Primary Care (Первая помощь)
- Secondary Care (Расширенная первая помощь)
- Care for Children (Оказание помощи детям)
- CRP & AED (Сердечно-легочная реанимация и автоматический внешний дефибриллятор)
- First Aid at Work (Первая помощь на рабочем месте) – для некоторых стран, включая Австралию, Великобританию и США.

### Аккредитация и членство
Курсы PADI признаются, рекомендуются и цитируются перечисленными ниже учреждениями и организациями как для рекреационного дайвинга, так и для профессионального обучения.
Курсы PADI рекомендованы Американским комитетом по образованию (ACE) для зачета в колледжах в США. PADI является членом Совета по обучению рекреационному дайвингу США (RSTC).
Признание и эквивалентность были установлены между PADI и следующими организациями: Confédération Mondiale des Activités Subaquatiques, ВМС Колумбии и Fédération Française d'Études et de Sports Sous-Marins (FFESSM). PADI также является зарегистрированной обучающей организацией в Австралии. По состоянию на 2012 год программы PADI для дайверов-спасателей и дайвмастеров включены в список одобренных квалификаций в области дайвинга, утверждённый Управлением здравоохранения и безопасности Великобритании.
Курсы PADI, соответствующие стандартам, опубликованным Международной организацией по стандартизации (ISO) для "услуг рекреационного дайвинга", были проверены органом сертификации Европейской подводной федерации (EUF) в 2004 и 2009 годах и в обоих случаях были сертифицированы на соответствие этим стандартам. Соответствующие сертификаты могут включать:
- EN 14153-1 / ISO 24801-1 - Part 1: Level 1 "Supervised Diver" (PADI equivalent – Scuba Diver)
- EN 14153-2 / ISO 24801-2 - Part 2: Level 2 "Autonomous Diver" (PADI equivalent – Open Water Diver)
- EN 14153-3 / ISO 24801-3 - Part 3: Level 3 "Dive Leader" (PADI equivalent – Divemaster)
- EN 14413-1 / ISO 24802-1 - Part 1: Level 1 Instructor (PADI equivalent – Assistant Instructor)
- EN 14413-2 / ISO 24802-2 - Part 2: Level 2 Instructor (PADI equivalent – Open Water Scuba Instructor)
- ISO 11107 Enriched air nitrox (EAN) diving (PADI equivalent – Enriched Air Diver)
- ISO 11121 introductory training programmes to scuba diving. (PADI equivalent – Discover Scuba Diving)

Большинство учебных программ PADI не подпадают напрямую под действие стандартов ISO.
PADI является членом следующих советов Всемирного совета по обучению рекреационному подводному плаванию — RSTC Canada, RSTC Europe и C-Card Council (Япония).

### Бизнес-стратегия
PADI признано крупнейшим агентством по обучению рекреационных дайверов с самым большим количеством выдаваемых сертификатов, а также самым большим количеством профессиональных инструкторов и руководителей погружений в рекреационном дайвинге. Это коммерческая организация, ориентированная на эффективность обучения наибольшего числа клиентов.

### Маркетинг
Маркетинг PADI делает акцент на удобстве, удовольствии и последовательном обучении на последующих курсах PADI. Управление рисками в основном заключается в ограничении рекомендуемого сертифицированным дайвером диапазона приемлемых вариантов окружающей среды и снаряжения и предоставлении дополнительных программ обучения, позволяющих сертифицированным дайверам постепенно расширять эти возможности, изучая дополнительный теоретический материал, отрабатывая практические навыки и набираясь опыта.

### Курс Adaptive Support Diver
Adaptive Support Diver – это курс для дайверов, которым предстоит оказывать поддержку своему напарнику по погружению, имеющему физические или психические ограничения по здоровью, препятствующие полной самостоятельности в качестве рекреационного дайвера, и которые должны полагаться на определённую поддержку одного или нескольких других дайверов для обеспечения приемлемой безопасности. Обучение направлено на повышение осведомлённости дайвера поддержки о способностях и ограничениях напарника, испытывающего трудности, и о том, как эффективно помогать ему справляться с ними. Предварительными требованиями для записи на курс являются наличие сертификата Open Water Diver, актуальное обучение на курсах Emergency First Response по оказанию первой и расширенной первой помощи, а также рекомендуется пройти спецкурс Peak Performance Buoyancy (Мастерское владение плавучестью). Курс охватывает дайвинг с людьми с ограниченной подвижностью и поддержку дайверов, которые слепы или имеют менее очевидные ограничения по здоровью, и фокусируется на том, что могут делать люди с ограниченными возможностями, чтобы помочь дайверу, оказывающему поддержку, научиться использовать адаптивные методы.

### Аффилированные организации и спонсорство
С 2009 года PADI и Бойскауты Америки (BSA) поддерживают партнёрские отношения. В Канаде PADI спонсирует программу Scouts Canada Scuba Program. В число филиалов входят:
- Корпорация Emergency First Response предлагает обучение СЛР и оказанию первой помощи как для  непрофессиональных спасателей, так и на рабочем месте.
- Корпорация Current Publishing разрабатывает программы по океанографии для средних школ и высших учебных заведений.
- Корпорация Diving Science and Technology (DSAT) – это подразделение, разработавшее планировщик любительских погружений Recreational Dive Planner и программы PADI Tec-Rec.

### Цитирование в профессиональной литературе
Акцент PADI на экологию упоминается в книге 2007 года "Новые рубежи в морском туризме" в разделе "Дайв-туризм, устойчивый туризм и социальная ответственность: Растущая повестка дня – Экологический менеджмент и образование: пример PADI" (глава 7). "PADI, а также другие организации, сертифицирующие дайверов, и отдельные предприятия вкладывают значительные средства в сохранение природы и разрабатывают программы информирования общественности".
В разделе книги "Новые рубежи в морском туризме", озаглавленном "Студенческие стипендии и социальная ответственность: Новая повестка для PADI", указывается, что "Стипендиальная программа PADI ... является хорошим примером того, как различные разрозненные части индустрии, каждая из которых имеет ограниченные ресурсы, могут объединить свои усилия, чтобы помочь большему количеству людей из развивающихся стран получить профессию дайвера... PADI признает, что хорошие отношения с местным населением и его участие необходимы как для развития бизнеса, так и для защиты окружающей среды. Стипендиальная программа делает вход в дайв-бизнес более простым для некоторых студентов, имеющих поддержку своего дайв-центра".